# 扎迪利斯凱 (利維夫州)
48°59′31″N 23°8′5″E / 48.99194°N 23.13472°E

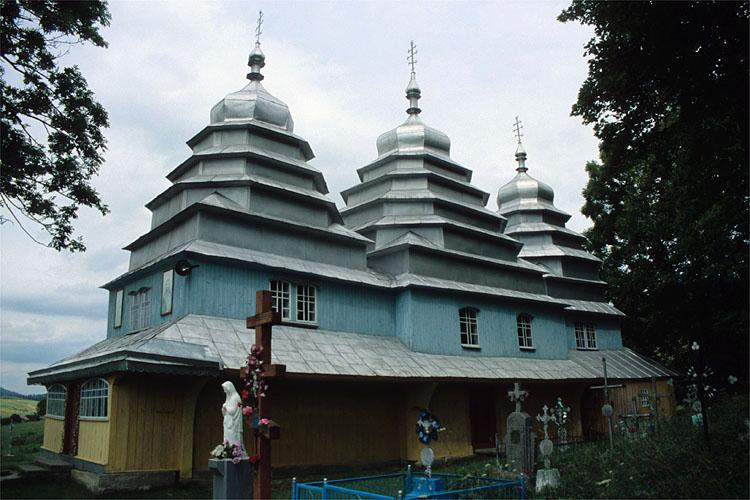
教堂

扎迪利斯凯（烏克蘭語：Задільське），是烏克蘭的村落，位於該國西部利沃夫州，由斯特雷區科焦瓦市鎮負責管轄，始建於1537年，面積2.65平方公里，海拔高度716米，每年平均降雨量約1,000毫米，2001年人口662。